# Virgil (catch)
Pour les articles homonymes, voir Mike Jones (homonymie) et Jones.
Michael Jones, né le 7 avril 1951 à Wilkinsburg (Pennsylvanie) et mort le 28 février 2024 à Pittsburg (Pennsylvanie) plus connu sous le nom de ring Virgil, est un catcheur (lutteur professionnel) américain. 
Il est le garde du corps de Ted DiBiase et le manager d'André le Géant, jusqu'à son retour à la WWE où il devient le garde du corps de Ted DiBiase Jr.. Il a également catché sous le nom de ring Vincent, Shane et Curly Bill à la World Championship Wrestling.

## Biographie

### Jeunesse
Mike Jones est le fils d'un ancien militaire de la US Navy et deux de ses frères sont eux aussi militaires chez les Navy SEAL. Durant son adolescence, il fait partie de l'équipe de football de son lycée au poste de wide receiver et continue à pratiquer ce sport à l'université de l'Iowa et y obtient un diplôme en mathématiques.

### Carrière de catcheur

#### Championship Wrestling Association (1986-1987)
Alors qu'il boit un soda au bar d'un hôtel Howard Johnson's (en), Jones croise les catcheurs Tony Atlas et Sika Anoa'i. Il leur parle et apprend que Sika et son frère Afa ont une école de catch dans le Connecticut. Convaincu qu'il peut bien gagner sa vie comme catcheur, Jones part s'entrainer auprès d'Afa.

#### World Wrestling Federation (1987-1994)
Mike Jones commence alors une carrière à la World Wrestling Federation, il a d'abord apparu comme un jobber sous le nom de Lucius Brown, en perdant contre Paul Orndorff, « Mr. Wonderful ».
Il a ensuite fait ses débuts à l'été 1987, comme Virgil, le garde du corps pour « Million Dollar Man » Ted DiBiase. Son nom de ring, imaginé par Bobby Heenan, a été conçu comme un coup contre la World Championship Wrestling (WCW) en référence à Virgil Runnels, mieux connu comme Dusty Rhodes. Finalement, Virgil en a assez d'être humilié par DiBiase et se tourna contre lui, le frappant avec sa ceinture. Au Royal Rumble en janvier 1991, après avoir formé une amitié et une équipe avec Roddy Piper, il a défait DiBiase à WrestleMania VII et le cloua pour la ceinture le 26 août à SummerSlam. Il perd la ceinture face à DiBiase en novembre de cette année en raison d'ingérences extérieures.
Après avoir perdu le Million Dollar Championship, Virgile luttait principalement dans l'undercard.
À WrestleMania VIII, avec le Big Boss Man, Sgt. Slaughter, et Jim Duggan, il bat The Nasty Boys (Brian Knobbs et Jerry Sags), Repo Man, et The Mountie. Virgil a effectué le tombé après cinq minutes d'action. Virgil serait alors principalement être utilisé pour mettre sur de nombreux jeunes talents jusqu'à ce qu'il quitte l'entreprise en août 1994 (sa dernière apparition sur un événement en 1994 au Royal Rumble, où il était un remplaçant de dernière minute).

#### Retour à laWorld Wrestling Entertainment(2010)
Le 17 mai 2010, Mike Jones est retourné à la WWE comme Virgil, cette fois avec Ted DiBiase, Jr.
Il a alors effectué l'ensemble de ses vieilles actions, comme ouvrir les cordes à DiBiase et lui apporter un microphone lorsque ce dernier lui demandait. Le 14 juin, Virgil et DiBiase faisaient équipe dans un match contre Big Show et Mark Feuerstein. Après la défaite, le fils du Million Dollar Man glissa un billet de 100 dollars dans la bouche de son garde du corps. La semaine suivante, DiBiase après lui avoir présenté ses excuses l'a remplacé par Maryse.

## Palmarès et distinctions

### Palmarès
- American Wrestling Association
  - 1 fois AWA International Heavyweight Champion[5]
  - 1 fois AWA Southern Tag Team Champion – avec Rocky Johnson[6]
- New Jack City Wrestling
  - 1 fois NJCW Heavyweight Champion
- United States Wrestling League
  - 1 fois USWL Intercontinental Champion

- World Wrestling Federation
  - 1 fois Million Dollar Champion[7]

### Distinctions
- Wrestling Observer Newsletter
  - Best Gimmick (1996) - nWo
  - Feud of the Year (1996) - nWo contre la WCW